# HD 89744 b
HD 89744 b는 큰곰자리 방향으로 지구로부터 약 140광년 떨어진 곳에 있는 외계 행성이다. 이 행성의 궤도는 찌그러져 있으며 타원궤도 가스행성으로 분류할 수 있다. 어머니 항성은 태양보다 좀 더 밝고 뜨거운 분광형 F의 HD 89744이다.
1000만 년 주기 시뮬레이션에서 b는 “8:3 공명”을 일으키는 위치를 뺀 근처의 모든 물질들을 빨아들였다. 이 결과로부터, HD 89744의 생명체 거주가능 영역에는 b의 중력 효과 때문에 행성이 형성될 수 없다는 결론이 나왔다. 관측 결과 1년 이내 공전 주기를 갖는, 목성질량 70퍼센트 이상 천체는 존재하지 않는 것으로 나왔다.